# 报春花龙胆
报春花龙胆（学名：Gentiana primuliflora）是龙胆科龙胆属的植物，为中国的特有植物。分布在中国大陆的云南等地，生长于海拔1,800米至3,900米的地区，常生长在山坡草地或山谷密林中，目前尚未由人工引种栽培。